# Listrognathus furax
Listrognathus furax är en stekelart som först beskrevs av Tschek 1871.  Listrognathus furax ingår i släktet Listrognathus och familjen brokparasitsteklar. Inga underarter finns listade i Catalogue of Life.